# Ivoriaans rugbyteam (mannen)
Het Ivoriaans rugbyteam is een team van rugbyers dat Ivoorkust vertegenwoordigt in internationale wedstrijden.
In het Afrikaanse land, waar rugby een kleine sport is, zijn maar tien rugbyverenigingen. Ondanks dit heeft het land zich in 1995 geplaatst voor het wereldkampioenschap rugby. Ze verloren echter hun drie wedstrijden vrij kansloos. Naast deze drie wedstrijden heeft Ivoorkust alleen tegen Afrikaanse landen gespeeld.

## Geschiedenis
De nationale rugbybond Fédération Ivoirienne de Rugby sloot zich pas in 1988 aan bij de internationale rugbybond. Hierdoor konden ze meedoen aan de kwalificatie van het wereldkampioenschap rugby 1991. Voor het eerste wk rugby, in 1987, waren ze niet uitgenodigd. De eerste officiële wedstrijd speelden ze in 1990 in en tegen Zimbabwe, deze wedstrijd werd verloren met 22-9. Ook de andere twee wedstrijden voor de kwalificatie werden verloren.
De kwalificatie voor het volgende wk werd veel beter begonnen. Door winst op Marokko en Tunesië in de Noord-Afrikaanse groep gingen ze door naar de laatste ronde van de kwalificatie. In deze ronde konden ze echter niet winnen van Marokko. Maar door winst op Namibië en Zimbabwe werden ze winnaar van de groep en mochten ze als beste Afrikaanse land uit de kwalificatie deelnemen aan het wereldkampioenschap rugby 1995 in Zuid-Afrika. Op dit wk zaten ze in een groep met Frankrijk, Schotland en Tonga. Alle drie de wedstrijden werden ruim verloren, die tegen Schotland zelfs met 89-0.
Na deze opleving van het rugby in Ivoorkust werd het niveau alleen maar slechter. Doordat het een kleine sport blijft en de financiële mogelijkheden klein zijn, is er geen goede nationale rugbycompetitie. In de buurlanden is de rugbysport nog kleiner, waardoor het nationale rugbyteam moet uitwijken naar verder gelegen landen als Marokko en Tunesië.

## Wereldkampioenschappen
Ivoorkust heeft alleen in 1995 aan het wereldkampioenschap deelgenomen. Ze verloren alle wedstrijden.
- WK 1987: niet uitgenodigd
- WK 1991: niet gekwalificeerd
- WK 1995: eerste ronde (geen overwinningen)
- WK 1999: niet gekwalificeerd
- WK 2003: niet gekwalificeerd
- WK 2007: niet gekwalificeerd
- WK 2011: niet gekwalificeerd
- WK 2015: niet gekwalificeerd
- WK 2019: niet gekwalificeerd